# Heidi Renoth
Heidi Renoth (Berchtesgaden, 28 februari 1978) is een voormalig  snowboardster uit Duitsland. Ze vertegenwoordigde haar vaderland op de Olympische Winterspelen 1998 in Nagano en de Olympische Winterspelen 2002 in Salt Lake City. 

## Resultaten

### Snowboarden

#### Olympische Winterspelen
| Jaar | Plaats         | Resultaten               |
| ---- | -------------- | ------------------------ |
| 1998 | Nagano         | Reuzenslalom             |
| 2002 | Salt Lake City | 21e Parallelreuzenslalom |

### Wereldkampioenschappen
| Jaar | Plaats               | Resultaten                                                 |
| ---- | -------------------- | ---------------------------------------------------------- |
| 1996 | Lienz                | 4e Parallelslalom                                          |
| 1997 | San Candido          | 4e Reuzenslalom · Slalom · 5e Parallelslalom               |
| 1999 | Berchtesgaden        | 43e Reuzenslalom 23e Parallelreuzenslalom                  |
| 2001 | Madonna di Campiglio | 9e Reuzenslalom 4e Parallelreuzenslalom 22e Parallelslalom |
| 2003 | Kreischberg          | Parallelreuzenslalom · DNF Parallelslalom                  |

### Wereldbeker
Eindklasseringen
| Seizoen   | Algemeen          | Reuzenslalom       | Slalom            | Parallel- reuzenslalom | Parallelslalom     | Parallel          | Snowboardcross   |
| --------- | ----------------- | ------------------ | ----------------- | ---------------------- | ------------------ | ----------------- | ---------------- |
| 1994/1995 |                   | 7e 3240,00 punten  | · 3010,00 punten  |                        |                    | · 3060,00 punten  |                  |
| 1995/1996 | 5e 886,00 punten  | 8e 3690,00 punten  | 6e 5240,00 punten |                        |                    |                   |                  |
| 1996/1997 | 4e 977,00 punten  | 11e 3070,00 punten | · 5360,00 punten  |                        |                    |                   | -                |
| 1997/1998 | 7e 857,00 punten  | 4e 3940,00 punten  | 7e 2780,00 punten |                        |                    |                   | -                |
| 1998/1999 | 13e 735,00 punten | 15e 2260,00 punten | 5e 3560,00 punten |                        |                    |                   | -                |
| 1999/2000 | 10e 758,00 punten | 8e 2560,00 punten  |                   | 6e 3920,00 punten      |                    | 6e 3920,00 punten | 82e 60,00 punten |
| 2000/2001 | 11e 605,00 punten | 9e 1290,00 punten  |                   |                        | 10e 3670,00 punten |                   | -                |
| 2001/2002 | -                 | · 800,00 punten    |                   | 8e 3940,00 punten      | · 3620,00 punten   | 5e 1440,00 punten | -                |
| 2002/2003 | -                 |                    |                   | -                      | -                  | · 6080,00 punten  | -                |

| - | Dit seizoen niet deelgenomen aan dit onderdeel. |
|   | Onderdeel werd dit seizoen niet gehouden.       |

Wereldbekerzeges
| Datum            | Plaats     | Onderdeel      |
| ---------------- | ---------- | -------------- |
| 6 december 1994  | Pitztal    | Slalom         |
| 28 januari 1995  | Oberjoch   | Parallelslalom |
| 11 februari 1996 | Kanbayashi | Slalom         |
| 12 januari 1997  | Lenggries  | Slalom         |
| 21 maart 2002    | Tandådalen | Parallelslalom |